# Aida Fernández Ríos

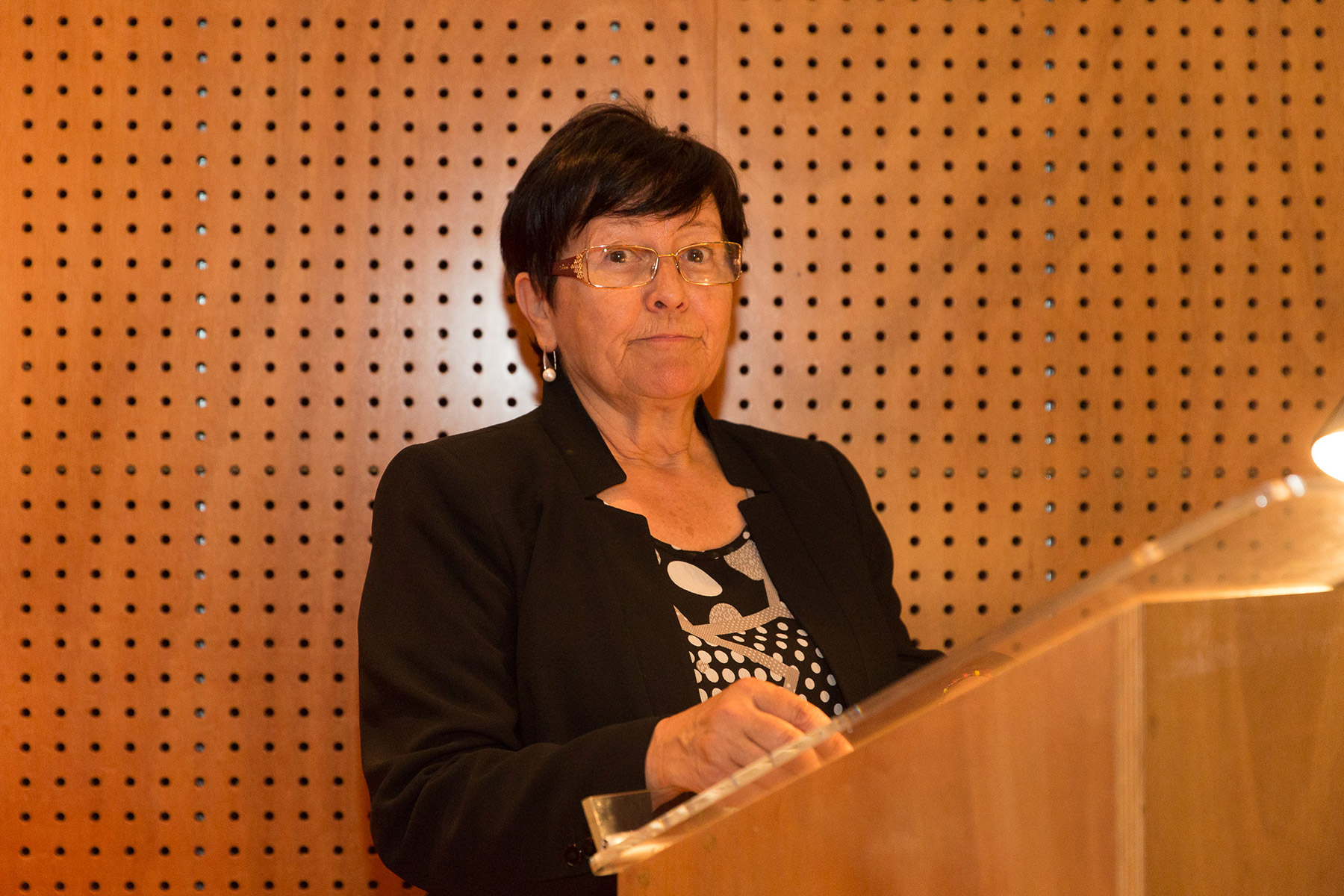
Aida F. Ríos

Aida Fernández Ríos (4. März 1947 in Vigo – 22. Dezember 2015 in Moaña) war eine spanische Ozeanografin, die sich insbesondere mit Beiträgen zur Klimaforschung und der Versauerung der Meere einen Namen machte.

## Leben
Ríos begann früh mit ihrer Arbeit am Fischereiforschungsinstitut, dem späteren Meeresforschungsinstitut (Instituto de Investigaciones Marinas) des Consejo Superior de Investigaciones Científicas (CSIC) in Vigo. Sie startete 1972 ihre Laufbahn als Laborassistentin am CSIC und verband ihre Arbeit mit ihrem Studium, was zu dieser Zeit etwas Außergewöhnliches war. Dabei machte sie mit großer Entschlossenheit Fortschritte in verschiedenen technischen Positionen, studierte Biologie, promovierte bei Fernando Fraga und baute sich so eine wissenschaftliche Karriere auf. Sie war Professorin (Profesora de Investigación) und die erste weibliche Leiterin des CSIC-Meeresforschungsinstituts. Ihr langjähriger CSIC-Kollege Antonio Figueras erinnerte sich in einmal an ihre produktive Zusammenarbeit: „Wir mussten beide Verluste geliebter Menschen hinnehmen als wir jung waren und deshalb haben wir uns wohl verstanden, obwohl wir manchmal unsere Differenzen hatten, da wir beide unseren Charakter hatten, aber sobald wir uns sagten, was gesagt werden musste, genossen wir unsere Freundschaft wieder.“
Ríos starb Ende 2015 bei einem Verkehrsunfall. In einem Nachruf heißt es über sie: „Diejenigen, die mit Aida zusammengearbeitet haben, sehen in ihr stets einen scharfen, präzisen wissenschaftlichen Geist sowie einen offenen und freundlichen Charakter, eine Person, die es genoss, ihre Weisheit, ihre Lebensfreude und ihre überschwängliche Lebenskraft mit Kollegen zu teilen, ein Beispiel für persönlichen Fortschritt für die jüngeren Generationen.“

## Wirken
Ríos galt als anerkannte Wissenschaftlerin in der internationalen ozeanografischen Forschungsgemeinschaft und leistete viele Beiträge in ihrem Fachgebiet, die sie in bedeutenden Fachzeitschriften veröffentlichen konnte. Ihre Arbeit über die Versauerung der Weltmeere durch den weltweiten CO2-Ausstoß hilft beim Verständnis der Folgen für Meeresbewohner mit kalkhaltigen Schalen wie Muscheln, die durch den sinkenden pH-Wert zunehmend bedroht sind. Mit ihren Beiträgen konnte sie aufzeigen, dass sich die Versauerung der Meere am besten über den vom Menschen verursachten CO2-Ausstoß erklären lässt. Ríos galt als eine der bedeutendsten Expertinnen auf diesem Gebiet in Europa.

## Veröffentlichungen (Auswahl)
- Lefèvre, N., Watson, A.J., Olsen, A., Ríos, A.F., Pérez, F.F., & Johannessen, T. (2004). A decrease in the sink for atmospheric CO2 in the North Atlantic. Geophysical Research Letters, 31(7). doi:10.1029/2003GL018957
- Ríos, A.F., Pérez, F.F., & Fraga, F. (1992). Water masses in the upper and middle North Atlantic Ocean east of the Azores. Deep Sea Research Part A. Oceanographic Research Papers, 39(3–4), S. 645–658. doi:10.1016/0198-0149(92)90093-9
- Sabine, C.L. et al. (2004). The oceanic sink for anthropogenic CO2. Science, 305(5682), S. 367–371. doi:10.1126/science.1097403